# 阿拉伯聯合航空869號班機空難 (1963年)
阿拉伯聯合航空869號班機是一班由東京經香港、曼谷、孟買、巴林飛往開羅的國際定期班機。1963年7月28日，一架註冊編號為SU-ALD的哈維蘭彗星型執行此班機，在孟買機場降落時墜海，導致機上63人全部遇難。55名乘客中包括38名前往希臘參加第十一次世界童軍大露營的菲律賓童軍成員。

## 事故經過
1963年7月28日凌晨1時46分（格林尼治時間7月27日20時16分），869號班機飛越圣克魯茲甚高频全向信标台站，獲准將高度下降至4000英呎。機組人員請求向09跑道做儀表進近，被管制員告知無法儀表進近，只得依靠VOR進場。飛機隨即從7000英呎處下降，管制員通知機組可能在機場西側遇到強氣流。隨後，飛機在氣流中左轉，隨即於1時50分墜海。

## 可能原因
由於沒有殘骸被打撈上來，機組人員在飛機墜海前也沒有報告任何問題，此次空難的原因尚不明確，可能的原因是在強氣流及大雨中轉彎以致失控墜毀。

## 遇難者

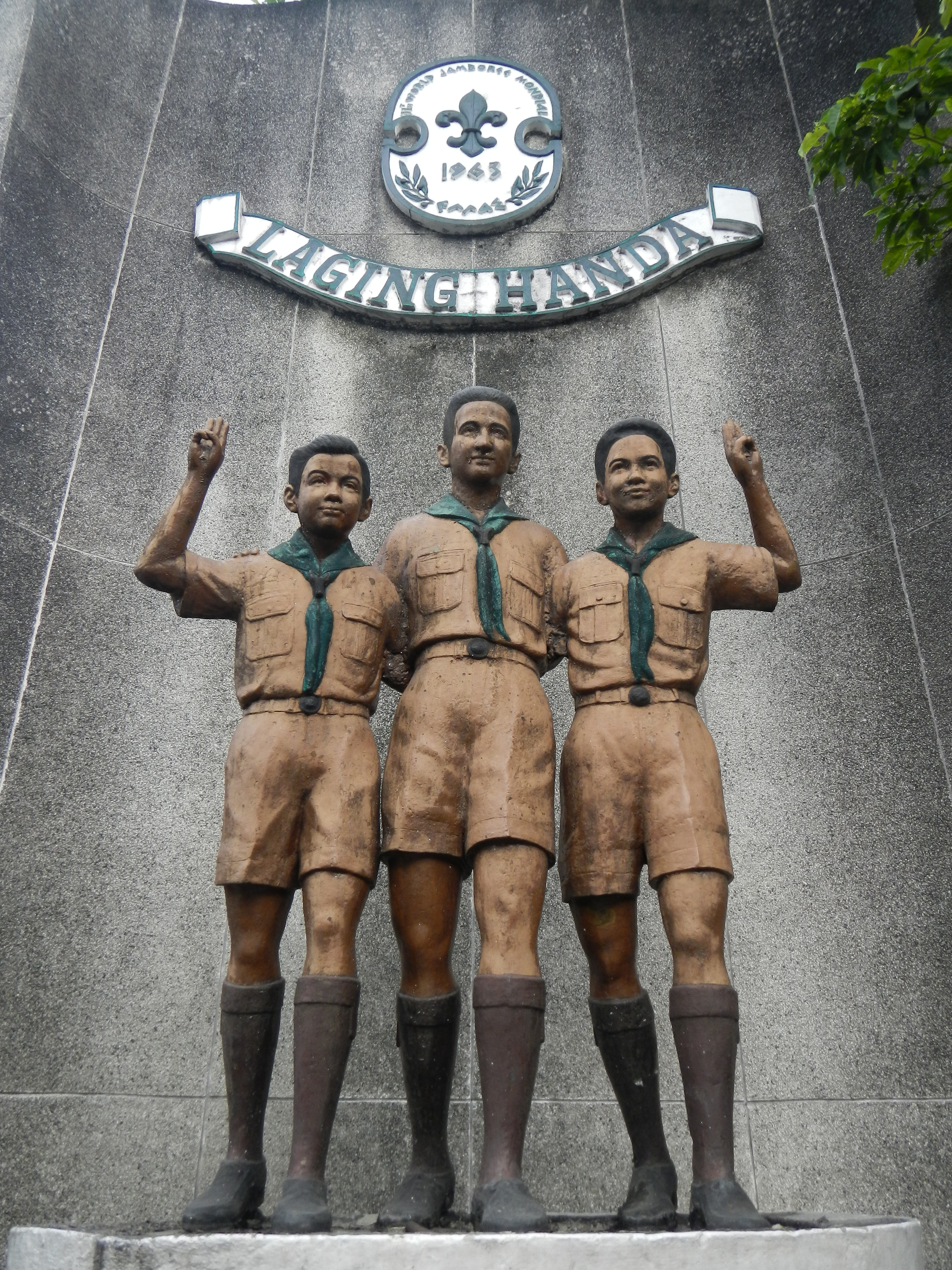
紀念此次空難遇難童軍的雕像

機上共有55名乘客和8名機組人員，乘客中有2名來自日本的大學生，其中一人準備赴比利時參加自行車比賽，他亦是次年東京奧運會的候補選手之一。此外，參加第11次世界童軍大露營的菲律賓童軍代表團亦在乘客之中，包括20名童軍和4名童軍服務員在內的代表團成員在此次空難中全部遇難。空難發生後，菲律賓童軍只得象征性地派出三名童軍赴希臘，向其他童軍領袖通知此次空難。這24名童軍成員的紀念碑後來在馬尼拉北部公墓設立，且自1964年起，每年7月28日均會在此碑下舉行對遇難童軍成員的紀念活動。1988年，時任菲律賓總統柯拉蓉·艾奎諾宣佈將每年7月28日定為童軍紀念日。